# 永田定右衛門
永田 定右衛門（ながた さだうえもん、1851年（嘉永4年11月）- 1914年（大正3年）8月6日）は、明治時代の政治家。自由民権運動家。衆議院議員（1期）。幼名・湯浅善太郎。

## 経歴
越前国今立郡鯖江下深江町（福井県今立郡鯖江町を経て現鯖江市）の湯浅家に生まれ、丹生郡下氏家村（福井県丹生郡岡山村、豊村を経て、現鯖江市下氏家町）の永田家の養子となり定右衛門を襲名した。自由民権運動に傾倒し杉田定一らと関わり、北陸自由新聞の発刊や南越倶楽部の副会頭を務めるなど活動した。1882年（明治15年）には福井県会議員に当選し、議長および副議長を歴任した。
1890年（明治23年）7月の第1回衆議院議員総選挙では福井県第3区から出馬し当選。弥生倶楽部に所属し衆議院議員を1期務めた。